# Стейплс (город, Миннесота)
Стейплс (англ. Staples) — город в округах Тодд, Уодина, штат Миннесота, США. На площади 11,8 км² (11,7 км² — суша, 0,1 км² — вода), согласно переписи 2000 года, проживают 3104 человека. Плотность населения составляет 264,6 чел./км².
- Телефонный код города — 218
- Почтовый индекс — 56479
- FIPS-код города — 27-62446[1]
- GNIS-идентификатор — 0652547[2]